# David Cox
Sir David Roxbee Cox (Birmingham, 15 juli 1924 - Oxford, 18 januari 2022) was een Brits statisticus.

## Biografie
Cox studeerde wiskunde aan het St John's College in Cambridge. Aan de universiteit van Leeds behaalde hij in 1949 zijn doctorstitel. Zijn promotoren waren Henry Daniels en Bernard Welch.
Zijn werkgevers waren achtereenvolgens de Royal Aircraft Establishment (1944-1946), Wool Industries Research Association (1946-1950), het Statistics Laboratory van de universiteit van Cambridge (1950-1956), Birkbeck College te London (1956-1966), Imperial College London (1966-1988) en Nuffield College te Oxford (1988-1994). In 1994 is Cox met pensioen gegaan, al bleef hij tot op zeer hoge leeftijd actief in de wetenschap.
Cox geldt als een van de meest toonaangevende statistici van de twintigste eeuw. Hij heeft een groot aantal eredoctoraten ontvangen. Voor zijn werk is hij onderscheiden met de Guy Medal van de Royal Statistical Society (zilver in 1961 en goud in 1973), de Kettering Prize en Gold Medal for Cancer Research (1990) en de Copley Medal (2010). Hij is verkozen tot lid van de Royal Society, British Academy, de National Academy of Sciences en de  Deense Academie van Wetenschappen. In 1985 is hij door koningin Elizabeth II geridderd voor zijn wetenschappelijke verdiensten.
Cox is met name bekend vanwege zijn werk op het gebied van de proportionele risico-modellen, stochastische processen, experimenteel ontwerpen, de analyse van dichotome data en de toegepaste statistiek. Verschillende methoden in de statistiek dragen zijn naam, waaronder de Box-Cox-transformatie, het Cox-proces en het proportioneel-risicomodel van Cox (Cox proportional hazards model). Hij is 25 jaar lang (van 1966 tot 1991) editor geweest van Biometrika, een van de meest toonaangevende tijdschriften in de theoretische statistiek.